# دانشگاه کاتالیوکا سانتا ماریا لا انتیگوا
دانشگاه کاتالیوکا سانتا ماریا لا انتیگوا (به اسپانیایی: Universidad Católica Santa María La Antigua) یک دانشگاه خصوصی در پاناما است که در پاناماسیتی واقع شده‌است.